# Averroës

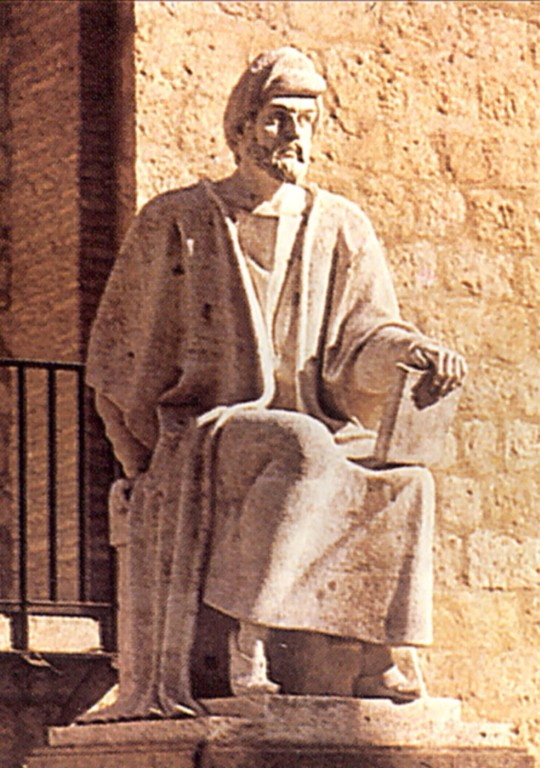
Averroës szobra Córdobában

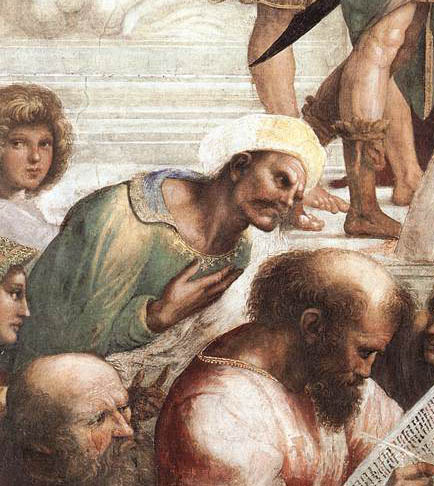
Averroës, részlet Raffaello: Az athéni iskola freskójából

Averroës, eredetileg ibn Rusd (arab betűkkel ابن رشد – Ibn Rušd), teljes nevén Abu l-Valíd Muhammad ibn Ahmad al-Barbari (arabul أبو الوليد محمد بن أحمد البربري – Abū l-Walīd Muḥammad ibn Aḥmad al-Barbarī; Córdoba, 1126. április 14. – Marrákes, 1198. december 10.) középkori arab filozófus és polihisztor, aki az Ibériai-félszigeten élt az Almorávidák, majd az Almohádok birodalmában. Célja a Korán tökéletesebb megértése volt az arisztotelészi és az iszlám filozófia segítségével.
Destructio destructionis (Taháfut at-Taháfut / „Az összeomlás összeomlása”) című művében szembeszállt korának általános filozófiaellenes hangulatával és bizonyítja, hogy az al-Gazáli által Taháfut al-falászifa („A filozófusok összeomlása”) című könyvében kifejtett misztikus nézetek hibásak, még csak nem is filozófiai igényességgel kigondolt tételek. Azt állította, hogy az anyag és a mozgás örökkévaló, nem valamiféle teremtés eredménye; tagadta az individuális lélek halhatatlanságát és a túlvilági életet.

## Élete
Córdobában született. Apja és apai nagyapja is kádi volt; ő maga is kádi lett, előbb Sevillában, majd Córdobában. A családja ismert volt a városban a közszolgálatáról, különösen a jogi és vallási területeken. Ezt bizonyítja, hogy a nagyapja, az azonos nevű Abu l-Valid Muhammad ibn Ahmad ibn Ahmad ibn Rusd (vagy másnéven Al-Jadd)  Córdoba legfőbb kádija volt. Nagyapjától való megkülönböztetésül használják Averroës-ra az al-hafid ("unoka") becenevet is. Teológiát, jogot, orvostudományt, matematikát és filozófiát tanult. Mindössze 22 éves volt, amikor az Almohádok átvették a hatalmat Andalúziában, illetve a nyugati Maghreb területeken. Mivel korábban a családja az Almoravidákhoz állt közel, számára különösen fontos volt, hogy megmutassa a hűségét az új uralkódokhoz és követi az álltaluk propagált hittételt, amelyet Muhammad ibn Tumart dolgozott ki.  
Abu Bakr ibn Tufajl ajánlatával 1182-ben került az almohád Abu Jaakúb Júszuf kalifa udvarába mint háziorvos, majd a kalifa halálát követően, annak fia, Jaakúb al-Manszúr szolgálatában állt. A kalifa megbízásából kezdett hozzá Arisztotelész műveinek fordításához és értelmezéséhez.
Averroës tizenegy éven keresztül volt al-Manszúr udvarában, amikor a kalifa a filozófus ellenfeleinek intrikáinak befolyására először egy Córdoba közeli kis helységbe, majd Marokkóba száműzte. A vád szerint Averroës az ókoriak filozófiáját művelte az igaz hit rovására. Műveit elégették. Marrákesben halt meg.

## Munkássága

Colliget

Averroës filozófiájának célkitűzése Arisztotelész arab, újplatonikus értelmezésének helyesbítése volt. Arisztotelésznek olyan tiszteletet adott, amilyen abban a korban csak egy vallásalapítónak járt, így az arisztotelészi tanokhoz igazította számos vallási kérdés megválaszolását. Ilyen tanítása volt az, miszerint Isten létezését a kinyilatkoztatástól függetlenül is bizonyítani lehet, az értelem segítségével. Ugyancsak Arisztotelészt követte a lélek halhatatlanságát illetőleg: azt állította, hogy a lélek nem halhatatlan, de az értelem (núsz) az. Mindezen nézetei miatt az ortodox muszlimok – sőt a keresztények is – elítélték tanait, amelyek Muhammad al-Gazáli: A filozófusok összeomlása című könyvére, amely azt volt hivatott kimutatni, hogy mivel minden igazság már meg van írva a Koránban, nincs szükség a kinyilatkoztatástól független spekulációkra, válaszul Averroës Az összeomlás összeomlása című könyvet írta meg.
Írásaiban arra vállalkozott, hogy bebizonyítsa a lényegi egyezést a vallásjog (saría) és a filozófia (falszafa) között. Főbb műveiben, a Döntő értekezésben (Faszl al-makál) és Platón Államához írt kommentárjában arra mutatott rá, hogy a filozófia és a vallás célja ugyanaz: az egyik a másiknak „társa és nevelő nővére”. Az igazság egy, csak az emberek különböző utakon keresik és magyarázzák. Azonban csak a filozófus képes, jogosult, sőt köteles demonstratív érveléssel kifejteni a profetikusan kinyilatkoztatott törvény legmélyebb, belső jelentéseit. Így ebben a tanításában csatlakozott Platónhoz és ő is megkülönböztette a filozófus természetet és a tömeget. Előbbit újabb két csoportra osztotta: a teológusokra és a filozófusokra. A tömegnek közvetlen jelentésében kell elfogadnia a Szentírás történeteit, példabeszédeit. A Szentírásban foglalt teljes igazságot viszont csak a filozófus természet képes felfogni. Azonban mindenkinek egyformán kell elfogadni a Korán bizonyos állításait, mivel ezen állítások Isten kinyilatkoztatásai. Ezért – állította Averroës – a saría felsőbbrendű a nomosznál (görög szó, jelentése: ember alkotta törvények).
Averroës lélekre vonatkozó tanítása tagadja a lélek halhatatlanságát, ugyanakkor különbséget tesz az aktív és a potenciális intellektus között. Az aktív intellektus (isteni ész) nyújtja az intelligibilis formákat, a passzív intellektus (ember) pedig felveszi őket. A formák aktualizálódása a potenciális intellektusban konkrét emberre vonatkozóan eredményezi az individuálisan szerzett intellektust.

## Hatása
Averroës műveit már a 13. század elején Skóciai Mihály latinra fordította. Európai hatása nemcsak a skolasztikusokra volt nagy, hanem mindazon szabadgondolkodók körében, akik tagadták a halhatatlanságot. Követőit averroistáknak nevezték.